# Kliellidae
Kliellidae is een familie van kreeftachtigen uit de klasse van de Ostracoda (mosselkreeftjes).

## Geslacht
- Kliella Schaefer, 1945